# 塔科尼克肖爾斯 (紐約州)
塔科尼克肖爾斯（英語：Taconic Shores）是位於美國紐約州哥倫比亞縣的普查規定居民點。

## 人口
根據2020年美國人口普查的數據，塔科尼克肖爾斯的面積為2.64平方千米，當中陸地面積為2.15平方千米，而水域面積為0.49平方千米。當地共有人口547人，而人口密度為每平方千米207.2人。